# Čaroban
Čaroban – singel serbskiej piosenkarki Niny Radojčić napisany przez Kristinę Kovač oraz wydany w 2011 roku.
W 2011 roku utwór reprezentował Serbię podczas 56. Konkursu Piosenki Eurowizji dzięki wygraniu pod koniec lutego finału krajowych eliminacji Pesma za Evropu, w którym zdobył największe poparcie telewidzów (14 900 SMS-ów). 10 maja piosenkarka zaprezentowała utwór w pierwszym półfinale Konkursu Piosenki Eurowizji organizowanego w Düsseldorfie i z ósmego miejsca zakwalifikowała się do finału, w którym zajęła ostatecznie 14. miejsce z 85 punktami na koncie.